# 拉斯塔里亞火山

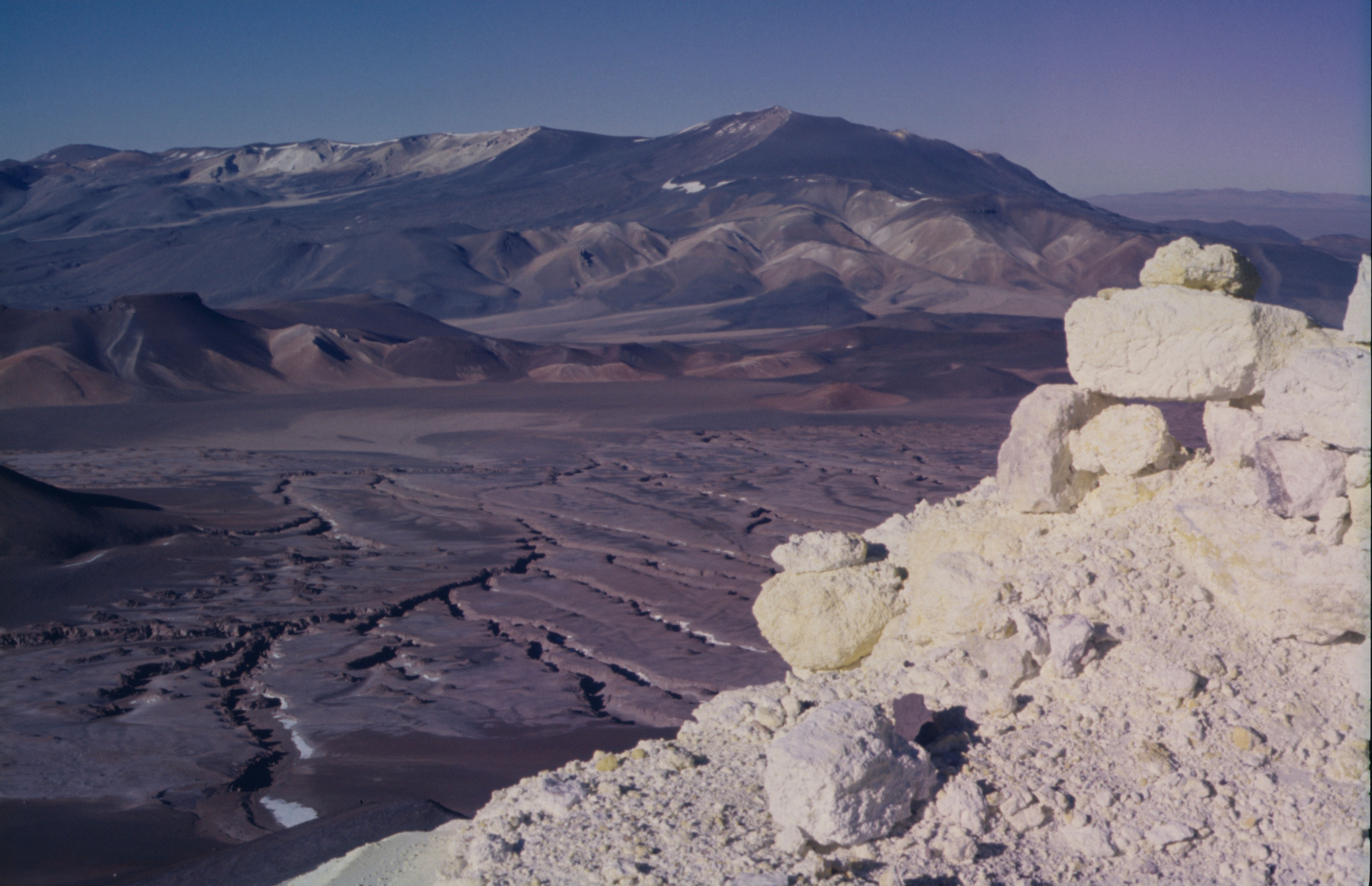

拉斯塔里亞火山是南美洲的火山，位於阿根廷卡塔馬卡省和智利安托法加斯塔大區之間接壤的邊境，屬於安第斯山脈的一部分，海拔高度5,697米。